# Ursula Vogel-Weidemann
 (mai 2021).
Si vous disposez d'ouvrages ou d'articles de référence ou si vous connaissez des sites web de qualité traitant du thème abordé ici, merci de compléter l'article en donnant les références utiles à sa vérifiabilité et en les liant à la section « Notes et références ».
Pour les articles homonymes, voir Vogel et Weidemann.
Ursula Vogel-Weidemann (née le 26 septembre 1930 à Windhoek et morte le 6 mai 1997 à Pretoria) est une historienne germano-sud-africaine, spécialiste d'histoire antique.

## Formation et carrière
Ursula Weidemann est la fille d'un Allemand qui était le directeur de l'école allemande de Windhoek. Elle commence sa formation académique à l'Université de l'État-Libre de Bloemfontein et part ensuite à l'Université de Heidelberg en 1954. Là, Hans Schaefer devient son professeur le plus important, avec qui elle a également travaillé en 1957 pour obtenir son doctorat, avec une thèse intitulée Die Stadthalter von Africa und Asia en 14–54 après J.-C.. Eine Untersuchung zu der Personalpolitik der julio-claudischen-Kaiser consacrée à la politique des empereurs julio-claudiens. Elle a ensuite obtenu une bourse de voyage de l'Institut archéologique allemand. En 1960, elle devient assistante de recherche auprès de Schaefer. L'année suivante, une obligation scientifique l'empêche de participer à une excursion du séminaire de Heidelberg en Turquie. Ceci devait être un empêchement salvateur pour Weidemann qui échappa ainsi à l'une des pires catastrophes humaines de la recherche en histoire ancienne allemande. Le 23 septembre 1961, Schaefer, Jacques Moreau et huit autres assistants et étudiants décèdent dans un accident d'avion près d'Ankara. Avec Walter Schmitthenner (de), un autre élève de Schaefer, elle publie ses petits écrits (essais, etc.) à la mémoire de son professeur deux ans plus tard. Après l'accident, Weidemann est nommée enseignante scientifique. Elle a occupé la chaire d'histoire antique à Heidelberg jusqu'à ce que Fritz Gschnitzer (de) soit nommé en 1962. En 1967, elle accompagne en Afrique du Sud son mari sud-africain. Là, elle a enseigné l'histoire ancienne à l'Université d'Afrique du Sud à Pretoria de 1969 jusqu'à sa retraite en 1995. De 1981 à 1995, elle y a dirigé le Département des sciences de l'Antiquité (Department of Classics).

## Travaux
Vogel-Weidemann a fait des recherches en particulier sur la politique et la prosopographie au premier siècle après Jésus-Christ. En 1982, elle a sorti sa thèse sous une forme révisée et élargie, l'ouvrage comptant maintenant plus de 700 pages. Il est considéré comme le travail de base sur le premier Principat. Elle a également publié la série Acta Classica de l'Association classique d'Afrique du Sud pendant une décennie et demie jusqu'en 1996.

## Publications
- avec Walter Schmitthenner : Hans Schaefer: Probleme der alten Geschichte. Gesammelte Abhandlungen und Vorträge. Vandenhoeck et Ruprecht, Göttingen 1963.
- Die Statthalter von Africa und Asia in den Jahren 14–68 n. Chr. Eine Untersuchung zum Verhältnis Princeps und Senat. Habelt, Bonn 1982,  (ISBN 3-7749-1412-5) (Antiquitas. série 1, vol. 31).
- (en) Ursula Vogel-Weidemann, « Carthago delenda est : aita and prophasis », Acta Classica, vol. XXXII,‎ 1989, p. 79–95 (OCLC 6733572506, JSTOR 24591872, lire en ligne).